# بیاله

بیاله (Bialé) شهری در شهرستان سولنزو در استان بانوا در غرب بورکینافاسو است و جمعیت آن ۱٬۸۹۲ نفر (۲۰۰۵) است.